# Galería comercial

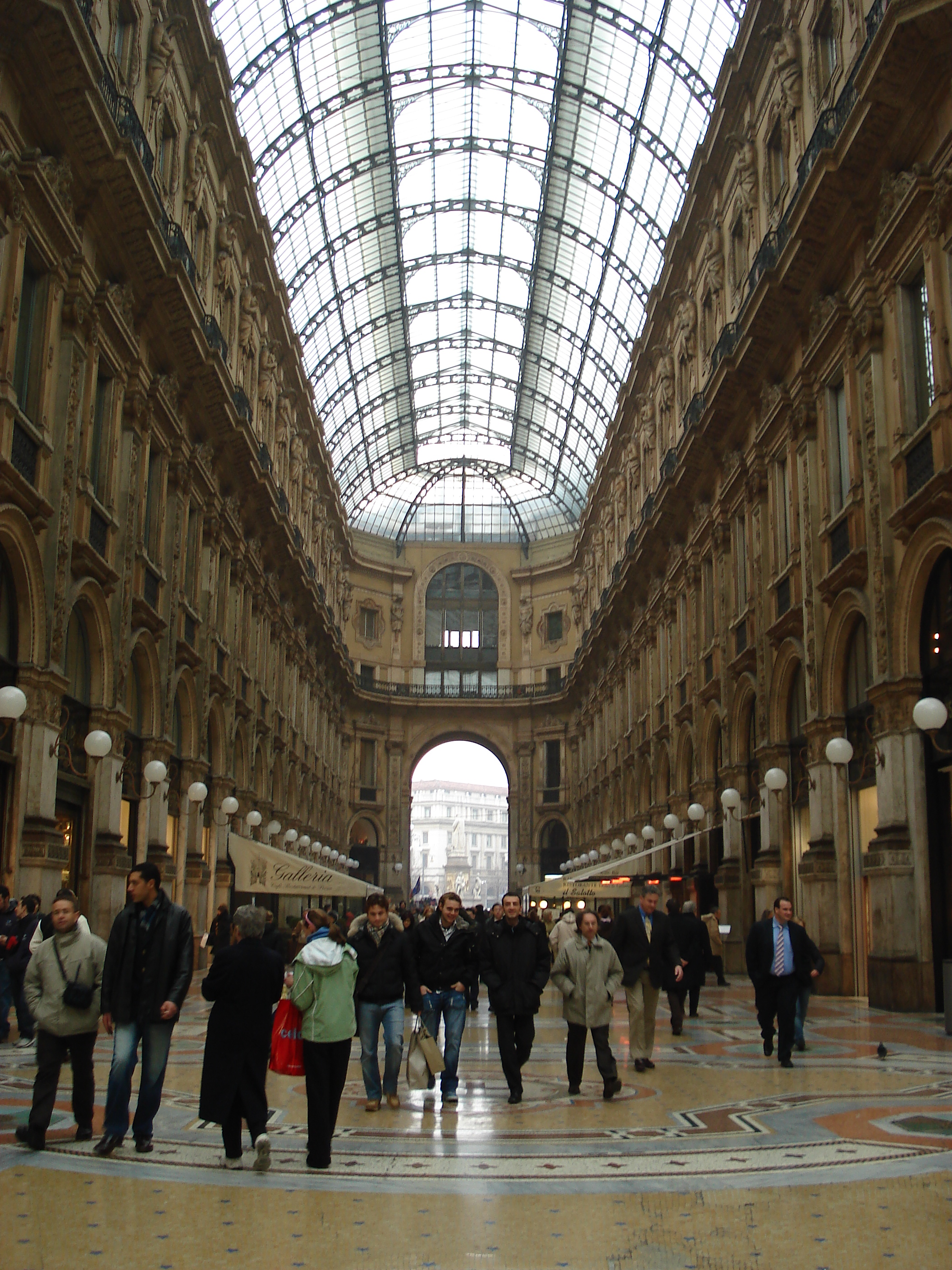
Galería Víctor Manuel II, en Milán.

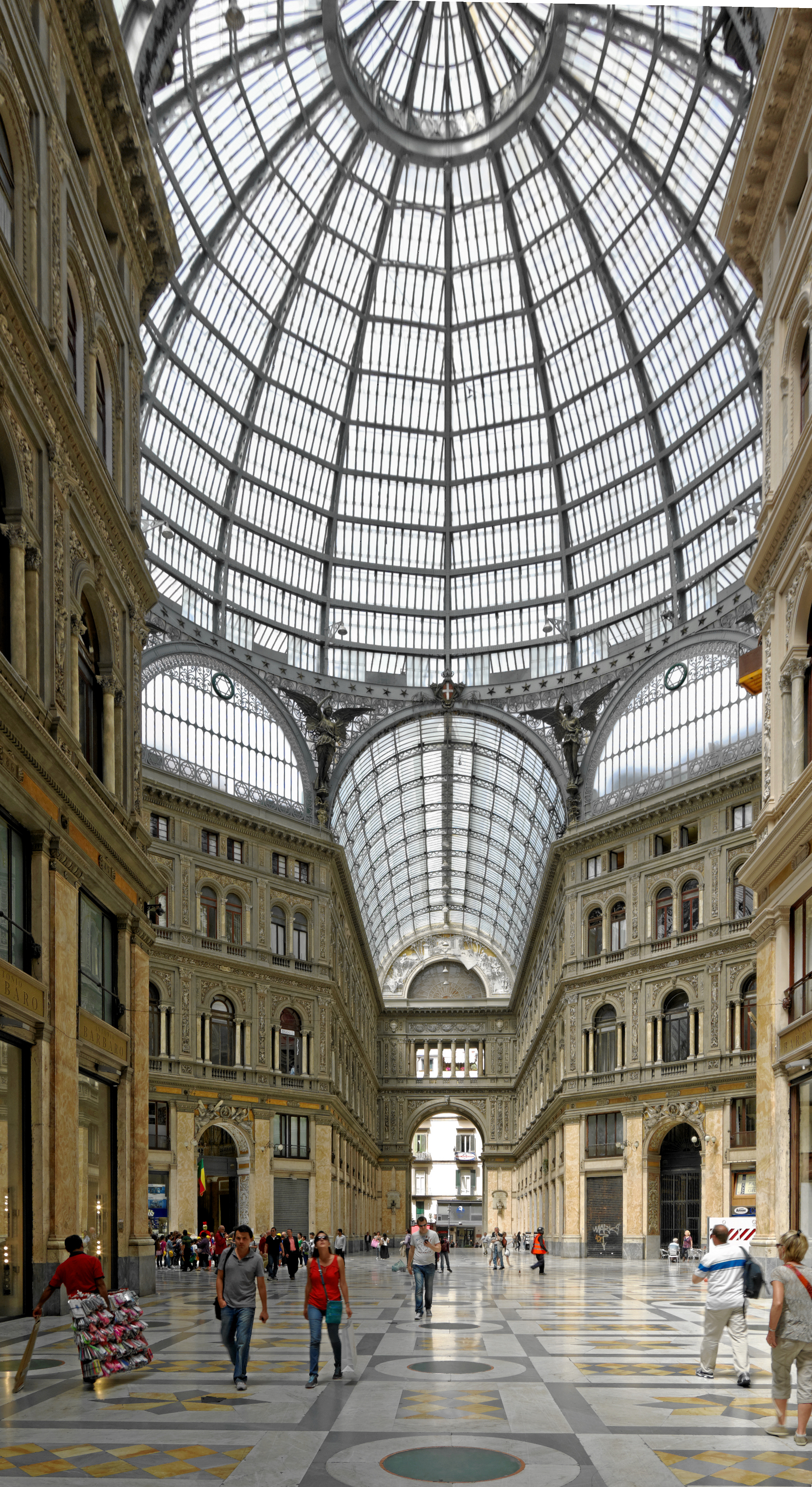
Galería Humberto I, en Nápoles.

Las galerías comerciales son vías (o plazas) completamente cubiertas y abiertas solo al tráfico peatonal en las que se reúnen diversos establecimientos comerciales y de hostelería.
Las galerías comerciales son diferentes del mero mercado cubierto que se limita a ofrecer bajo techo una gama de productos habitual en un mercado al aire libre. 
La expansión de las galerías comerciales clásicas coincide con la Belle Époque. Varios ejemplos de esta generación de galerías están presentes en muchas ciudades italianas, siendo las más famosas la Galería Víctor Manuel II en la Piazza del Duomo en Milán y la Galería Humberto I en Nápoles. Sin embargo, el mérito de haber introducido el término «galería» se lo merece la desaparecida Galería de Cristoforis, que se ubicaba entre Corso Vittorio Emanuele II y Via Montenapoleone en Milán.
Una segunda época de florecimiento de las galerías comerciales es la ligada al nacimiento de los grandes centros comerciales de los cuales la galería comercial representa un elemento precursor fundamental.

## La galería comercial del siglo XXI
La rama europea del International Council of Shopping Centers, ICSC-Europe, dentro del marco europeo común de clasificación de centros comerciales, estableció en 2006 que una «galería comercial» tiene una SBA de hasta 4.999 m² y con características propias que la hacen destacable.
Por otra parte, el marco europeo no considera una galería comercial dentro del sector de los centros comerciales, precisamente por su SBA. Así, mientras que en lenguaje coloquial una galería comercial se considera como un centro comercial pequeño, en el lenguaje técnico una galería comercial es una asociación de establecimientos comerciales singulares por su edificio, historia, localización, especialización... como el Mercado de San Miguel o el Mercado de Fuencarral en Madrid.

## Las Galerías Comerciales y el consumo de los hogares
La evolución del mercado de centros y galerías comerciales está relacionado de forma directa con la capacidad de consumo de los hogares, resistiéndose la actividad en épocas de crisis como la actual. El ratio de análisis de la madurez de este mercado ha sido la SBA/habitante, aunque otras líneas de análisis prefieren la SBA/M€ consumido, que relaciona mejor el mercado inmobiliario y la economía real.

## Galerías comerciales en Bélgica

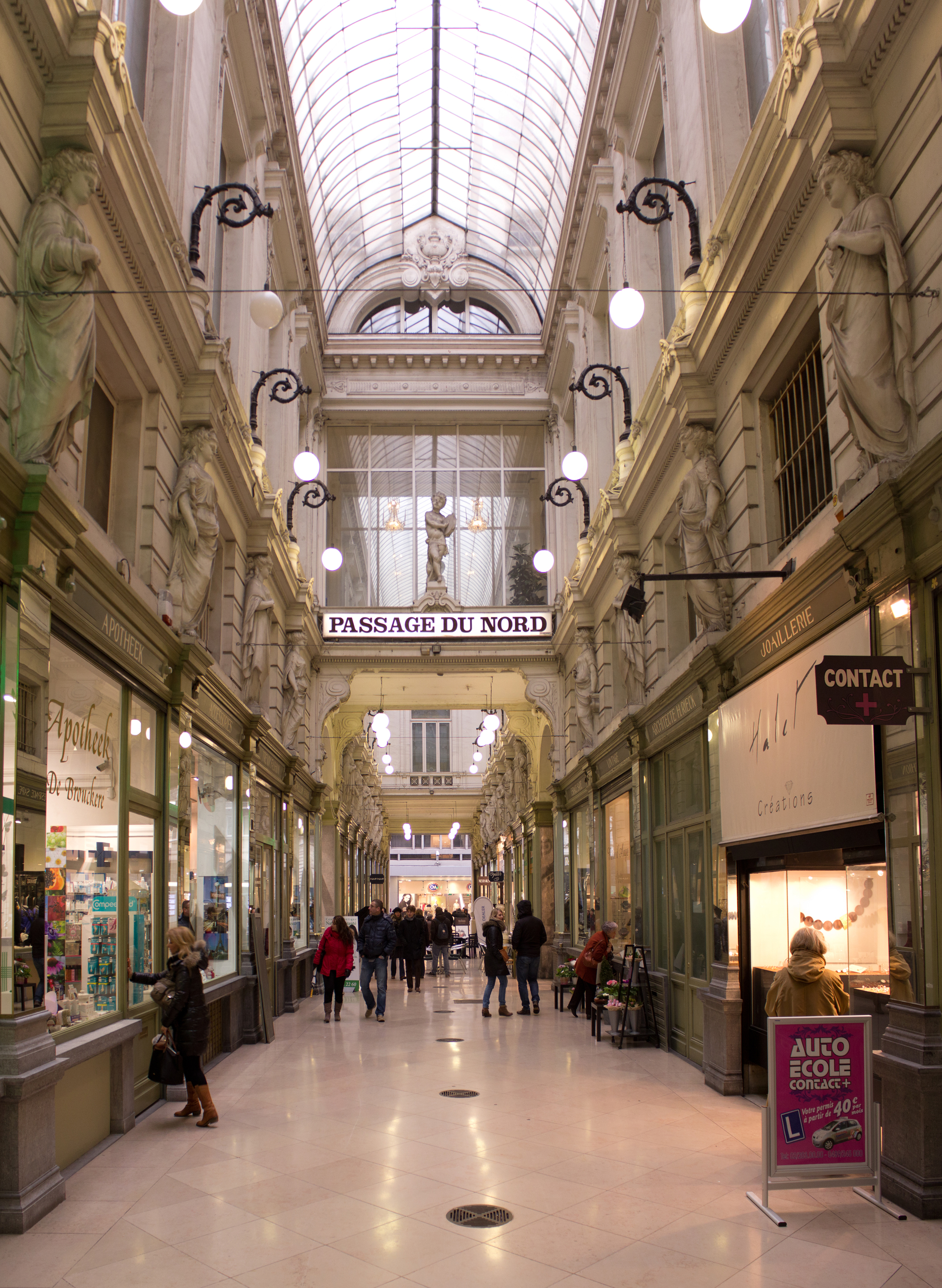
Passage du Nord, Bruselas
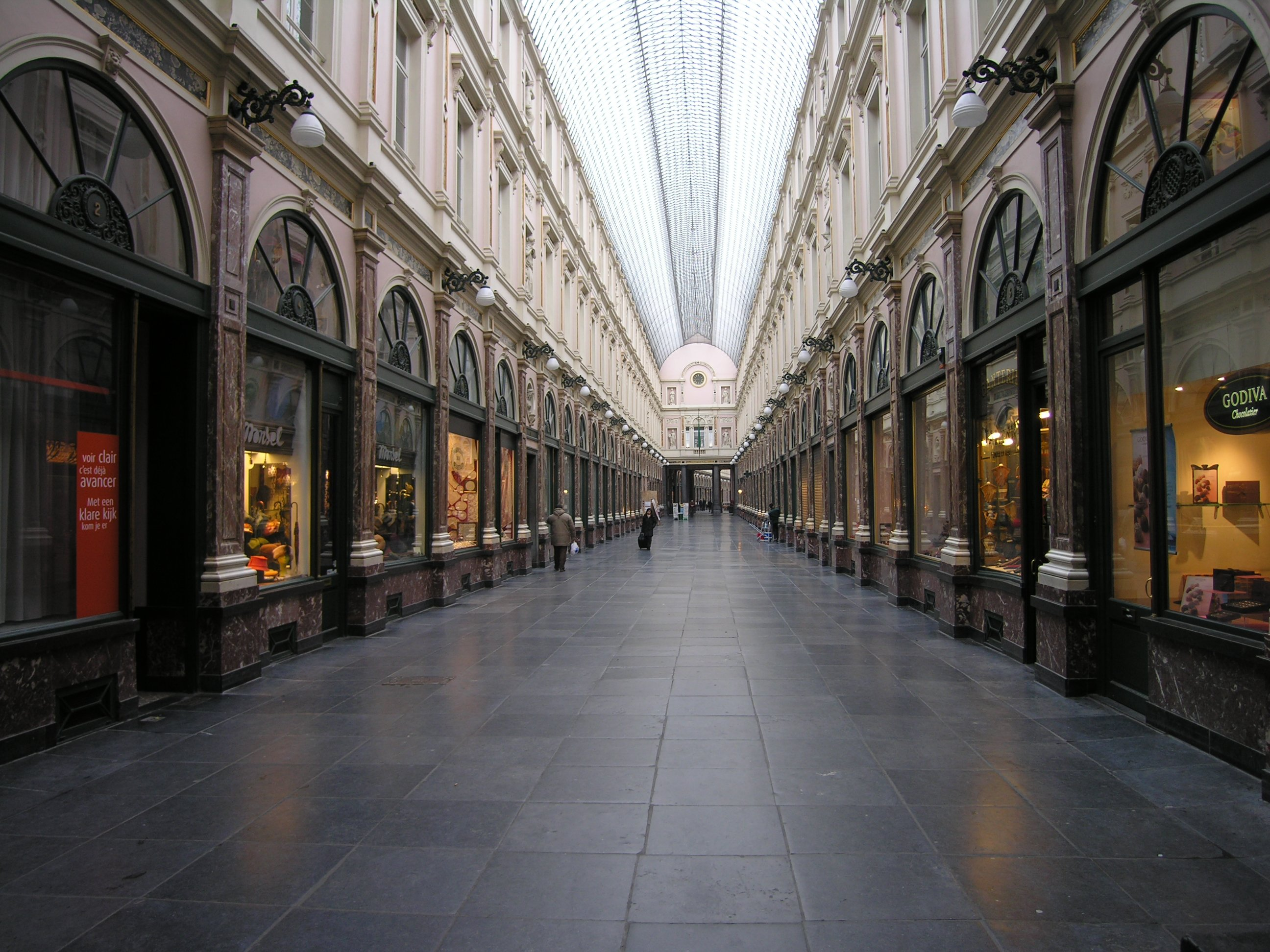
Galeries Royales Saint-Hubert, Bruselas
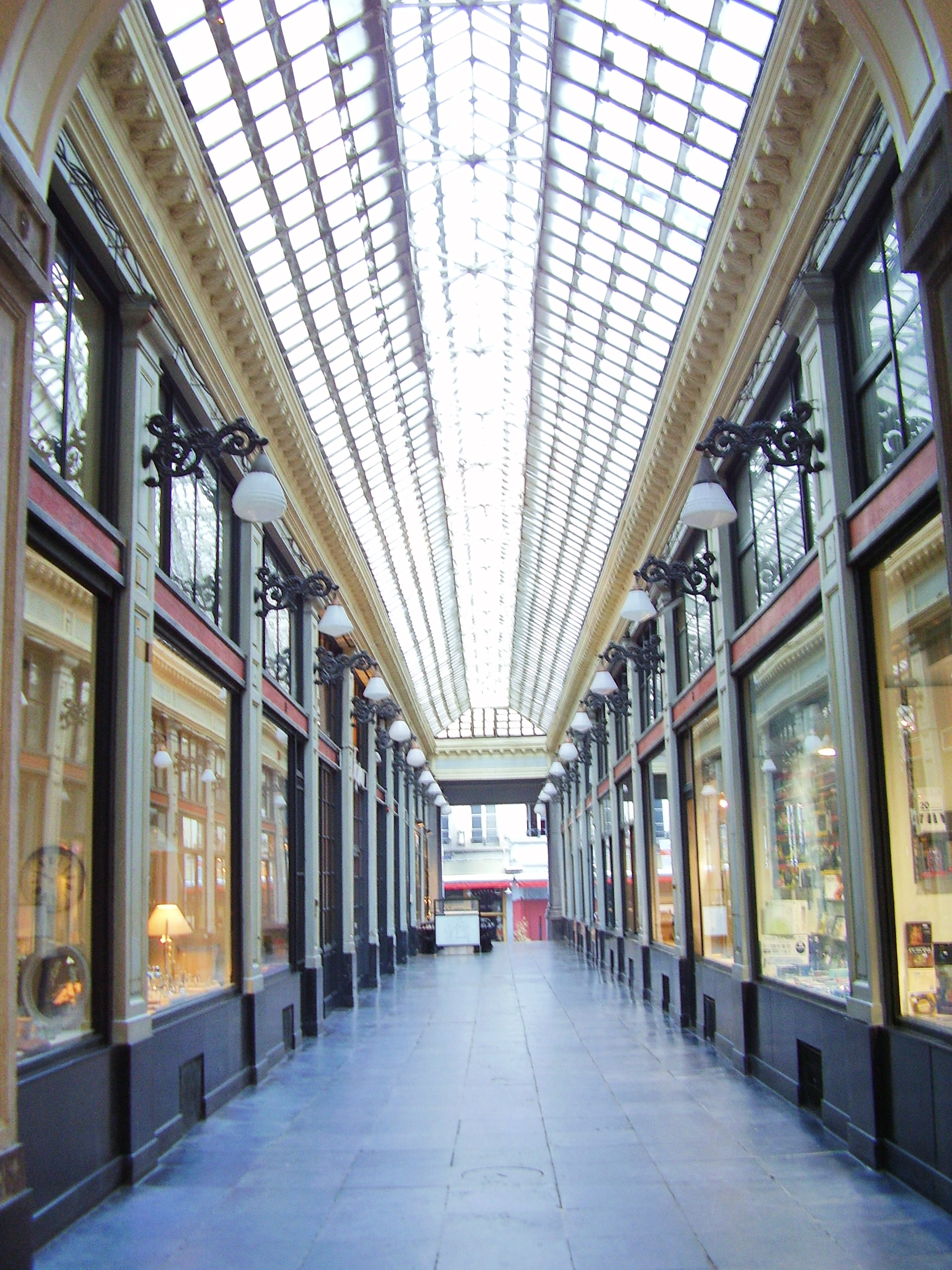
Galerie des Princes, Bruselas
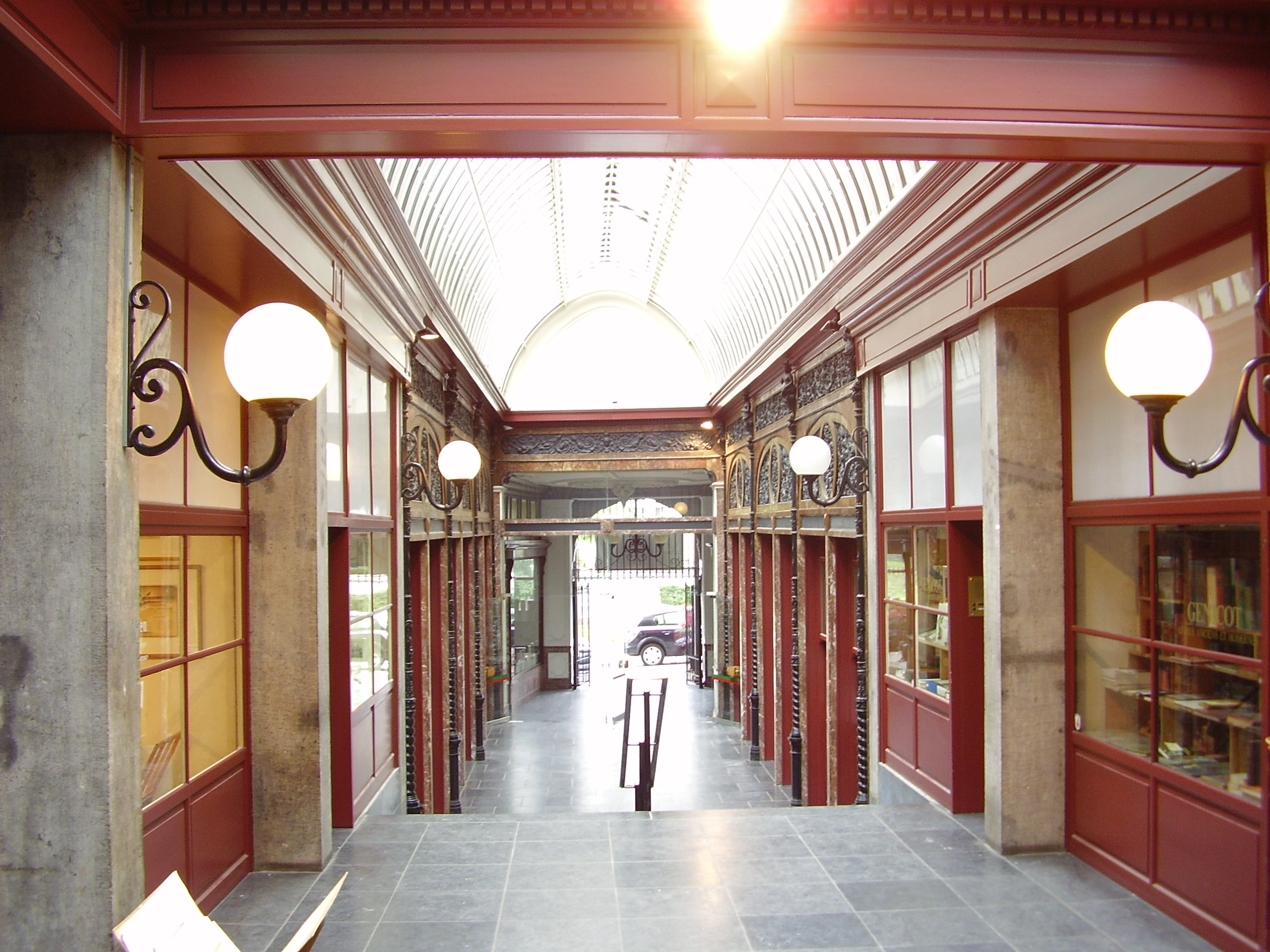
Galerie Bortier, Bruselas
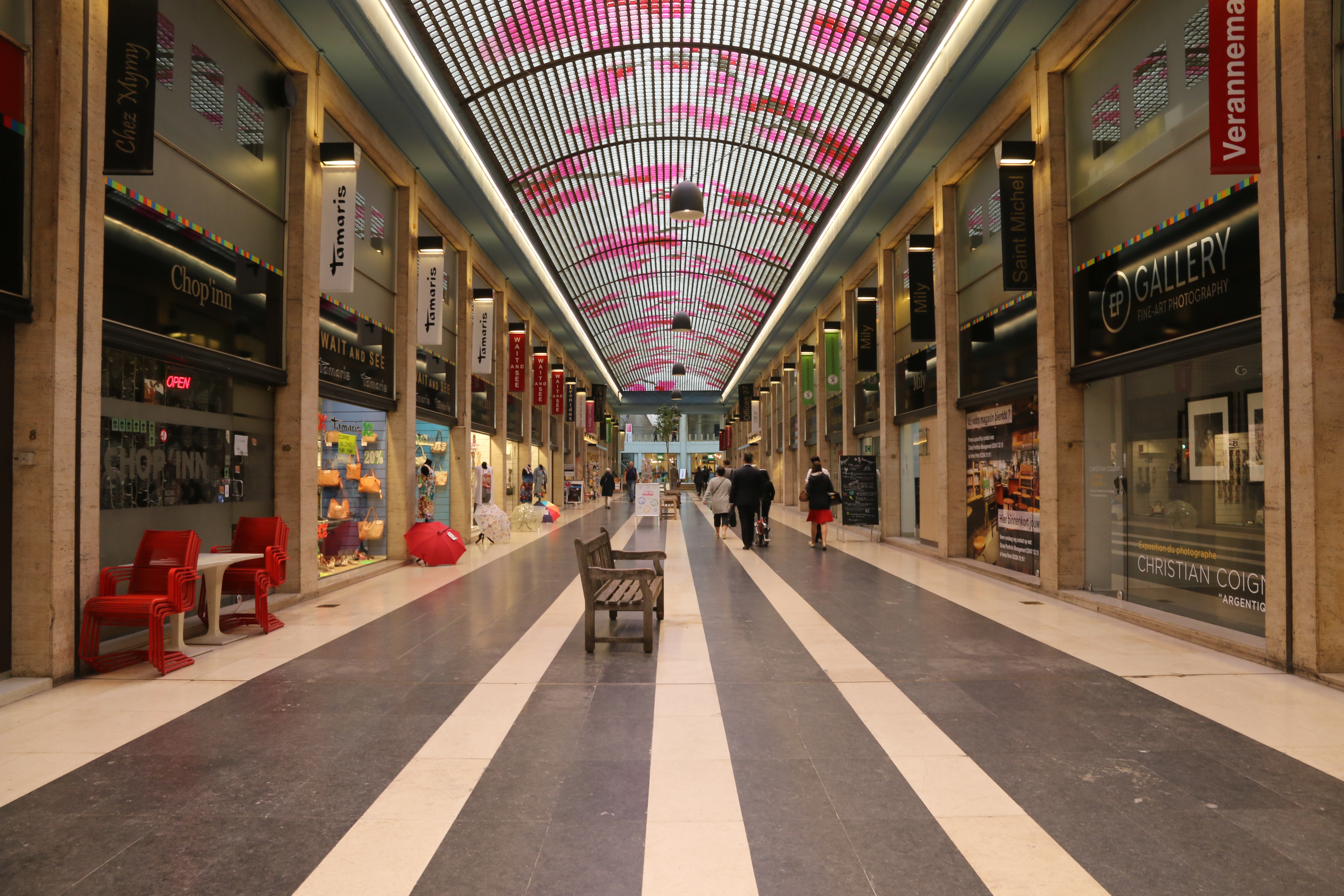
Galerie Ravenstein, Bruselas

## Galerías comerciales en España

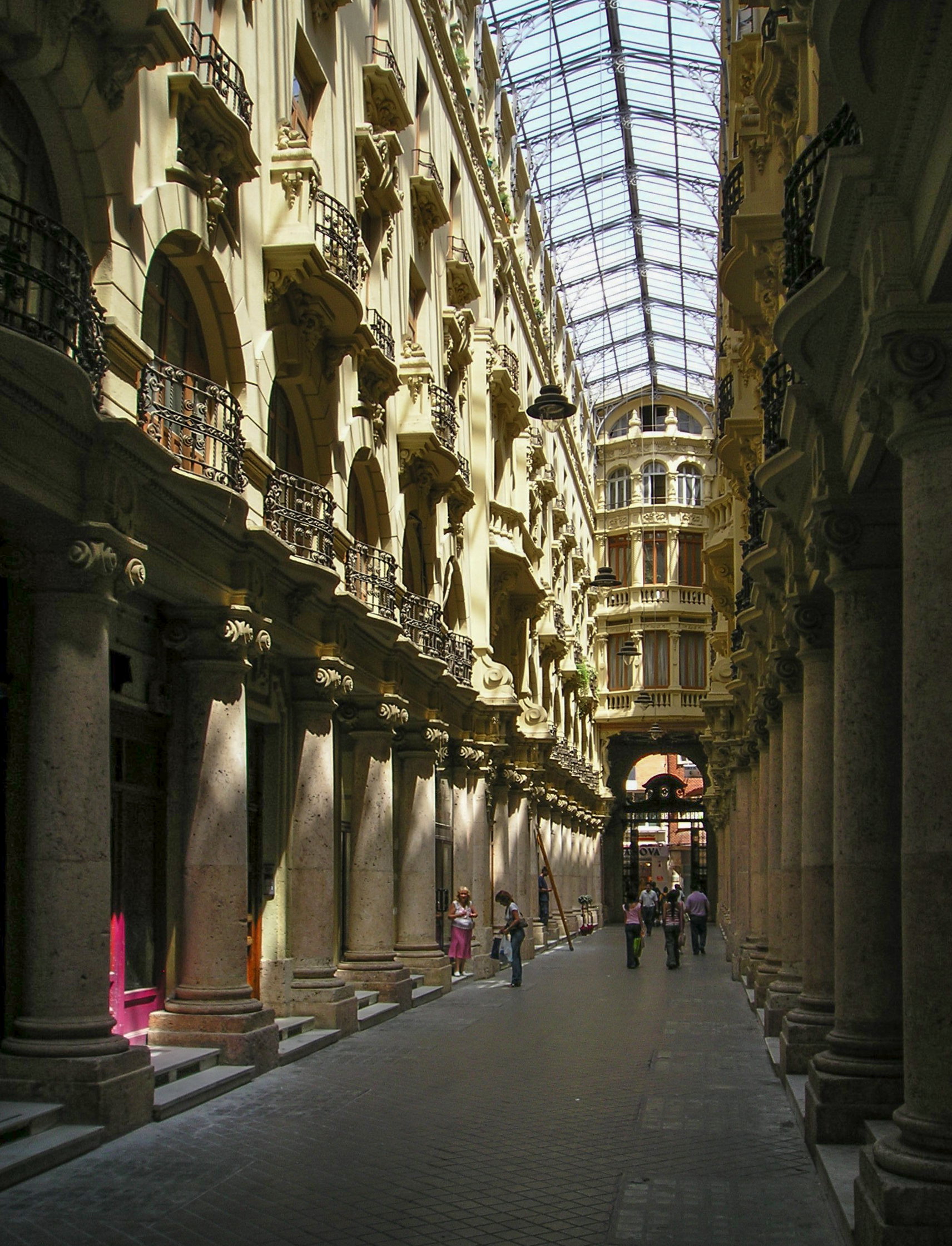
Pasaje de Lodares, Albacete
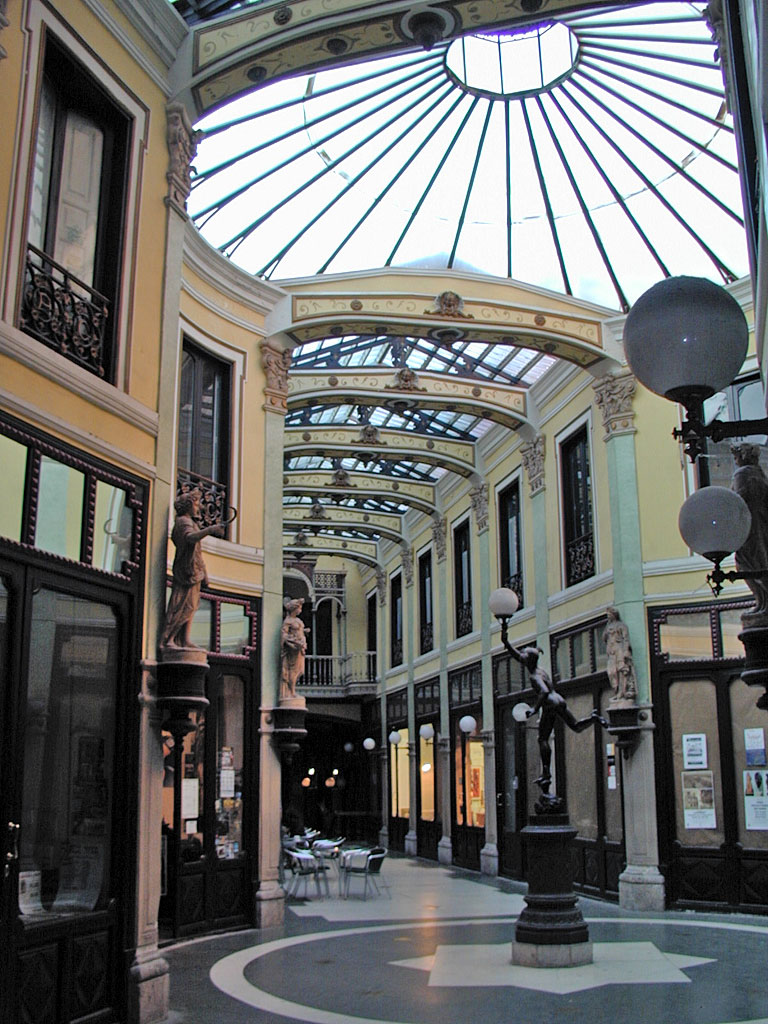
Pasaje Gutiérrez, Valladolid
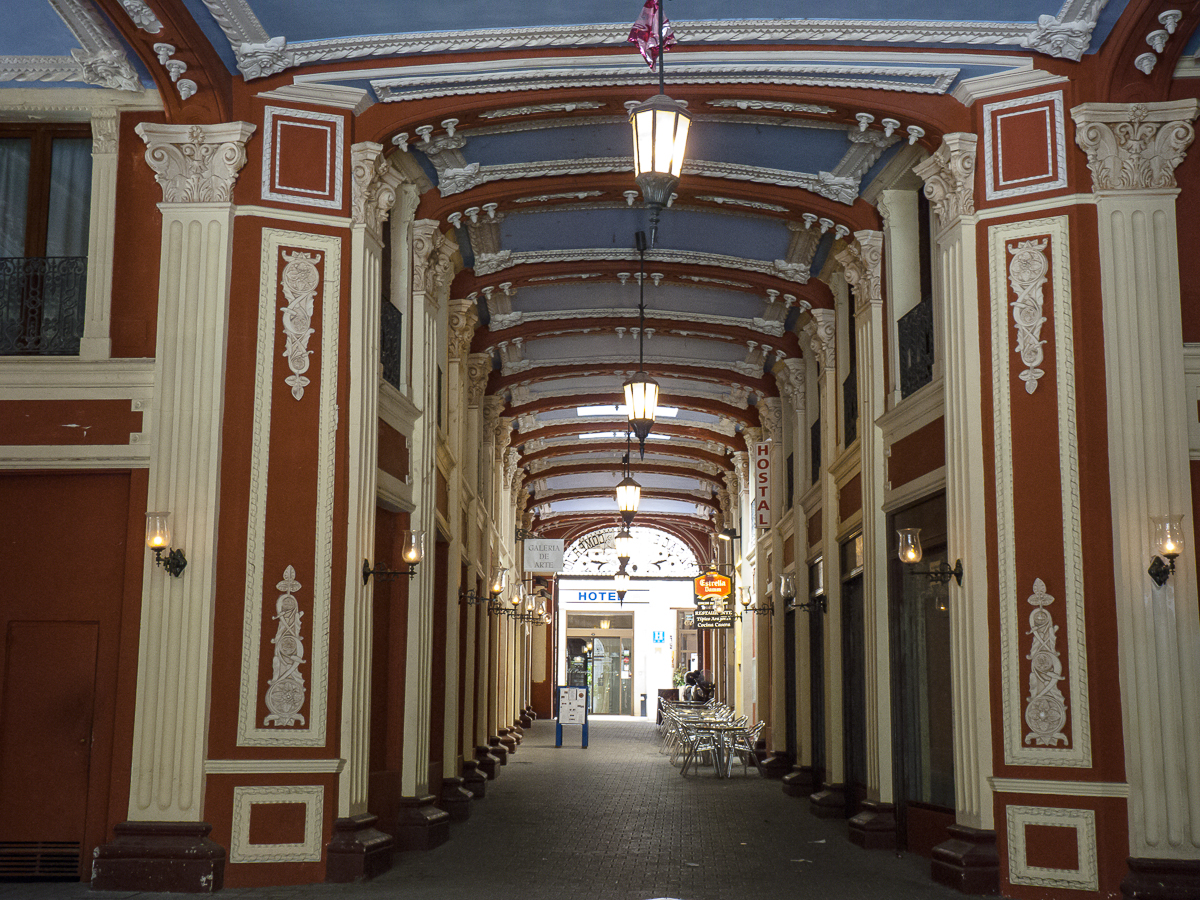
Pasaje del Ciclón, Zaragoza

## Galerías comerciales en Francia
Durante el siglo XIX se abrieron en París un gran número de galerías comerciales y pasajes cubiertos (en francés: passages couverts) que fueron replicados en el resto del país y posteriormente se expandieron al resto del continente:

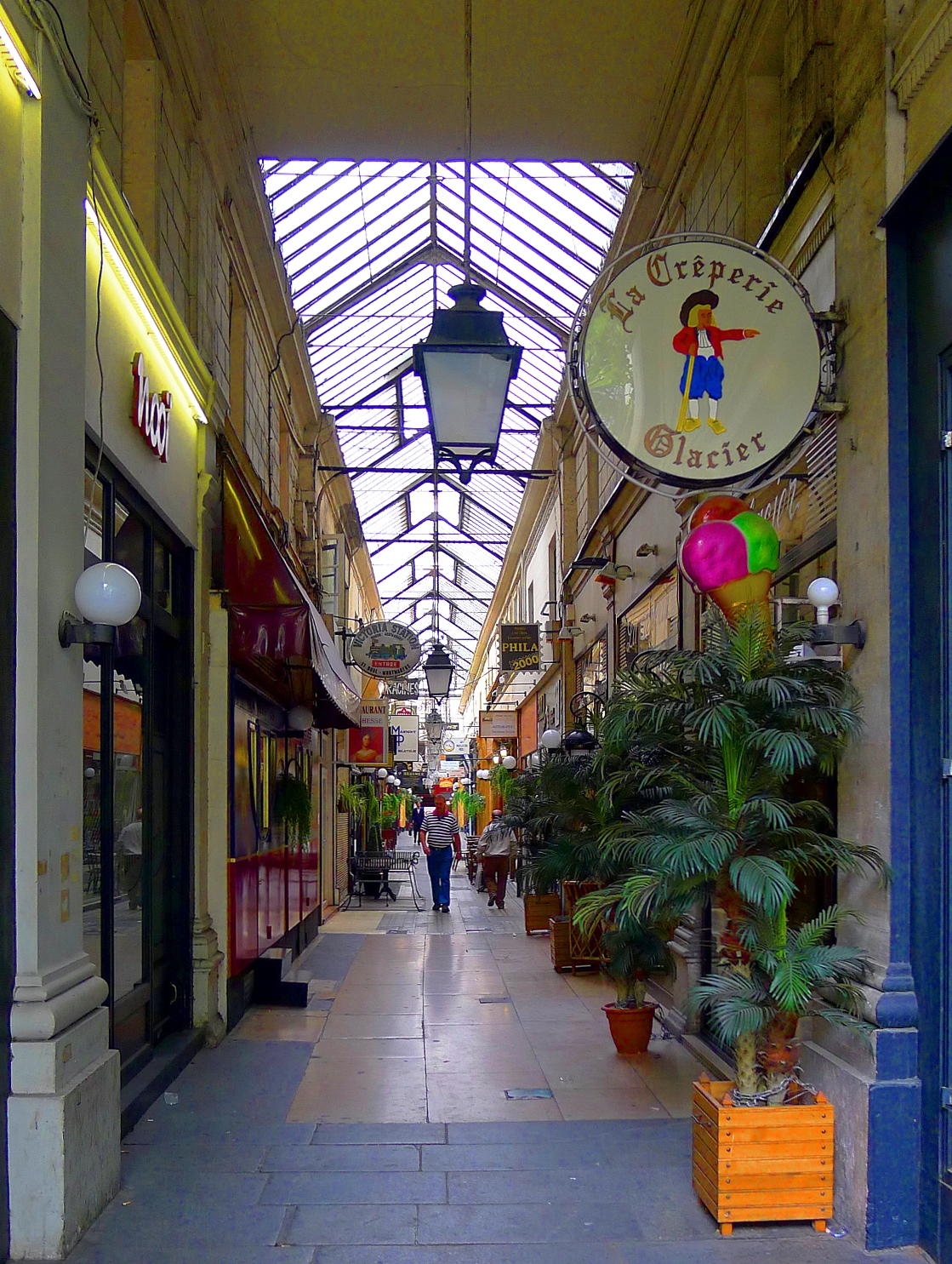
Passage des Panoramas, París
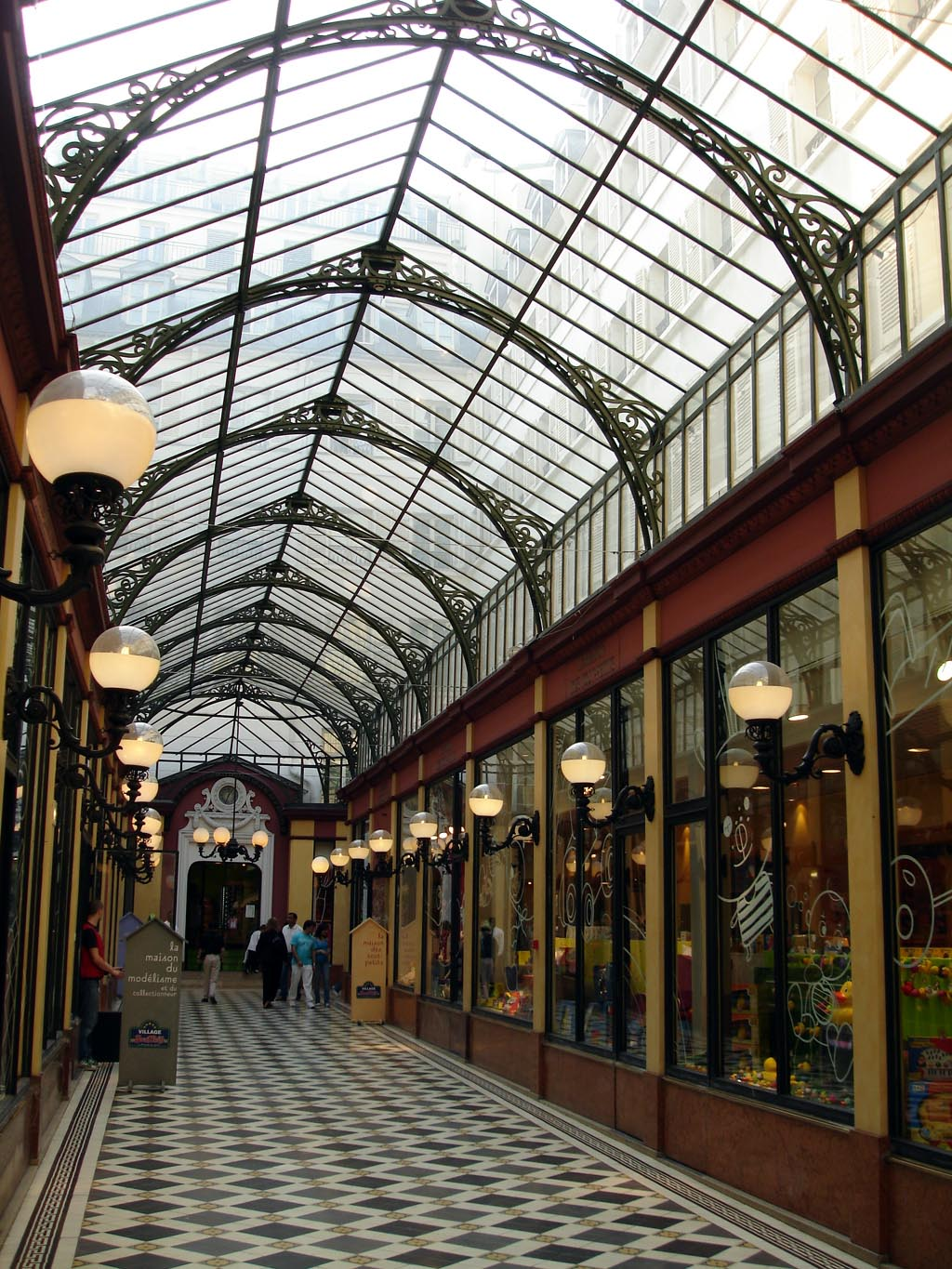
Passage des Princes, París
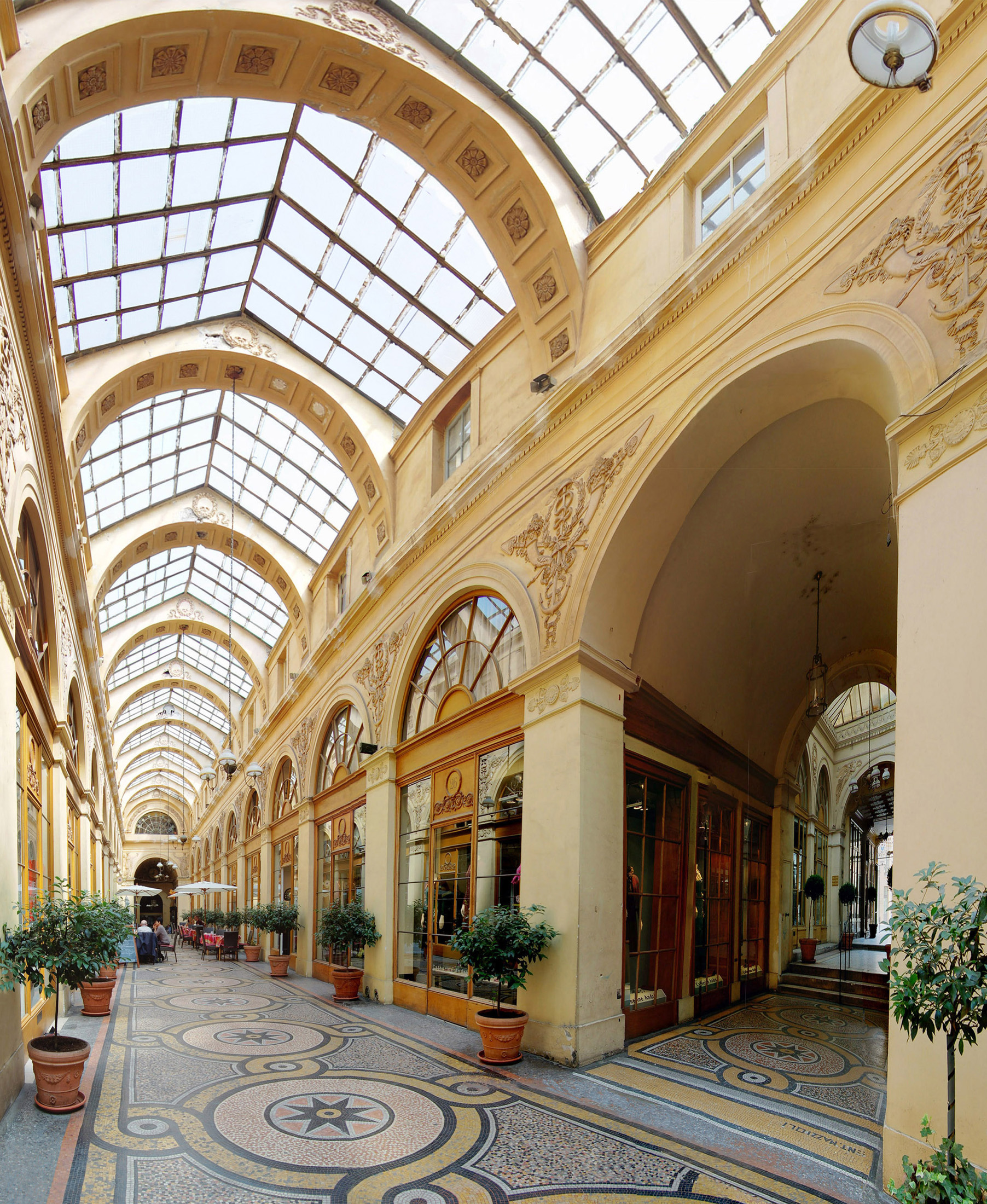
Galerie Vivienne, París
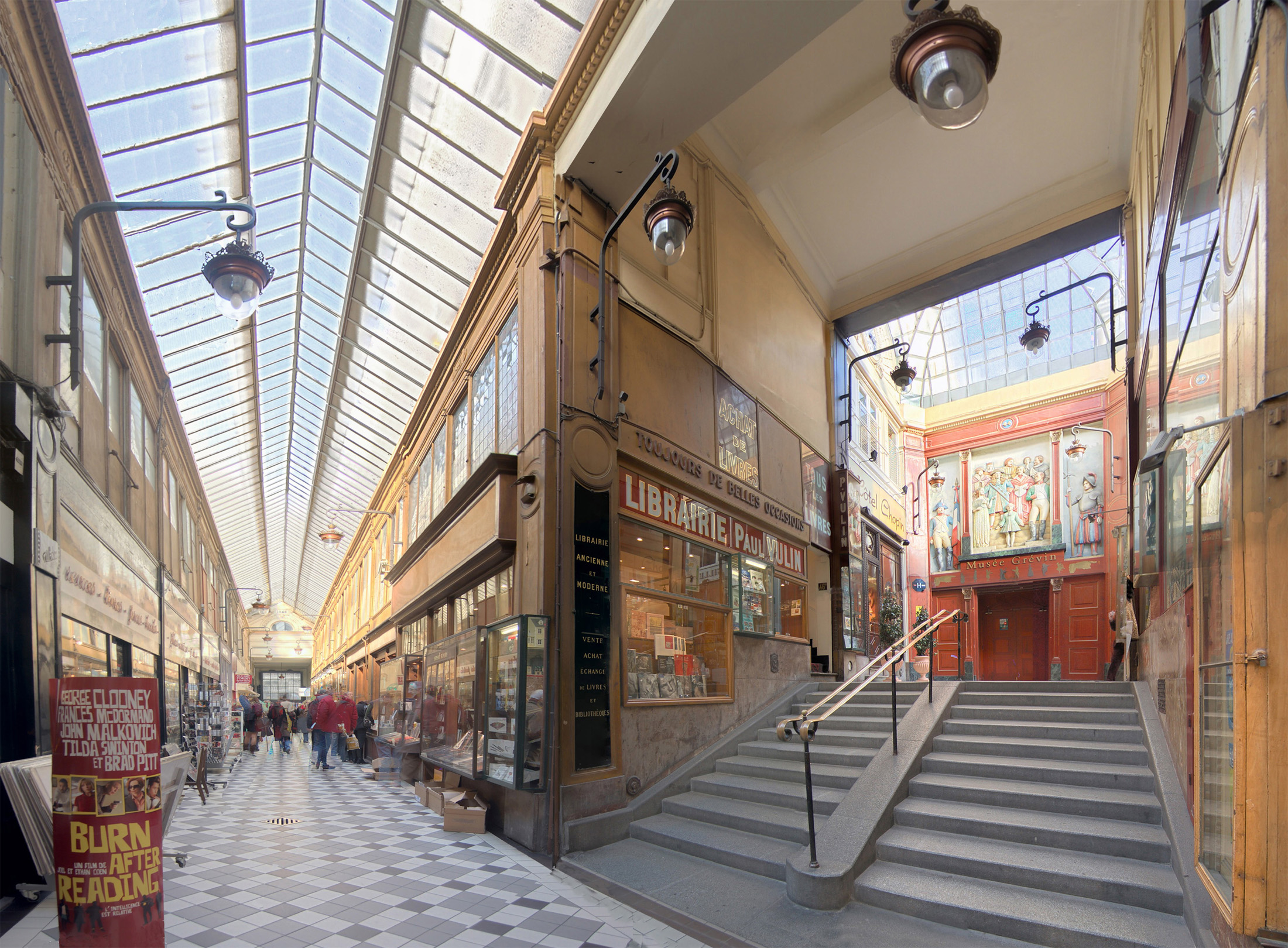
Pasaje Jouffroy, París
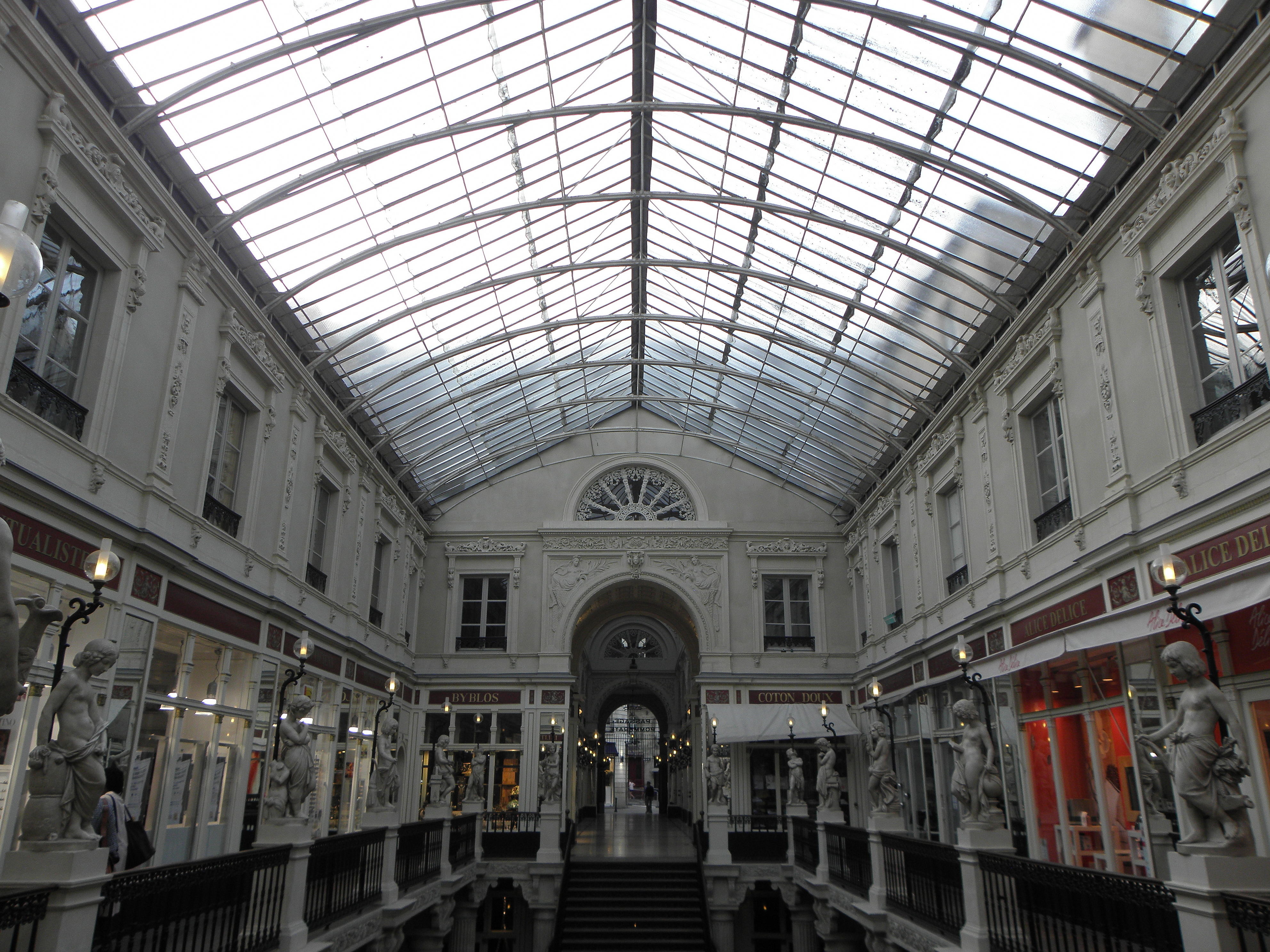
Passage Pommeraye, Nantes
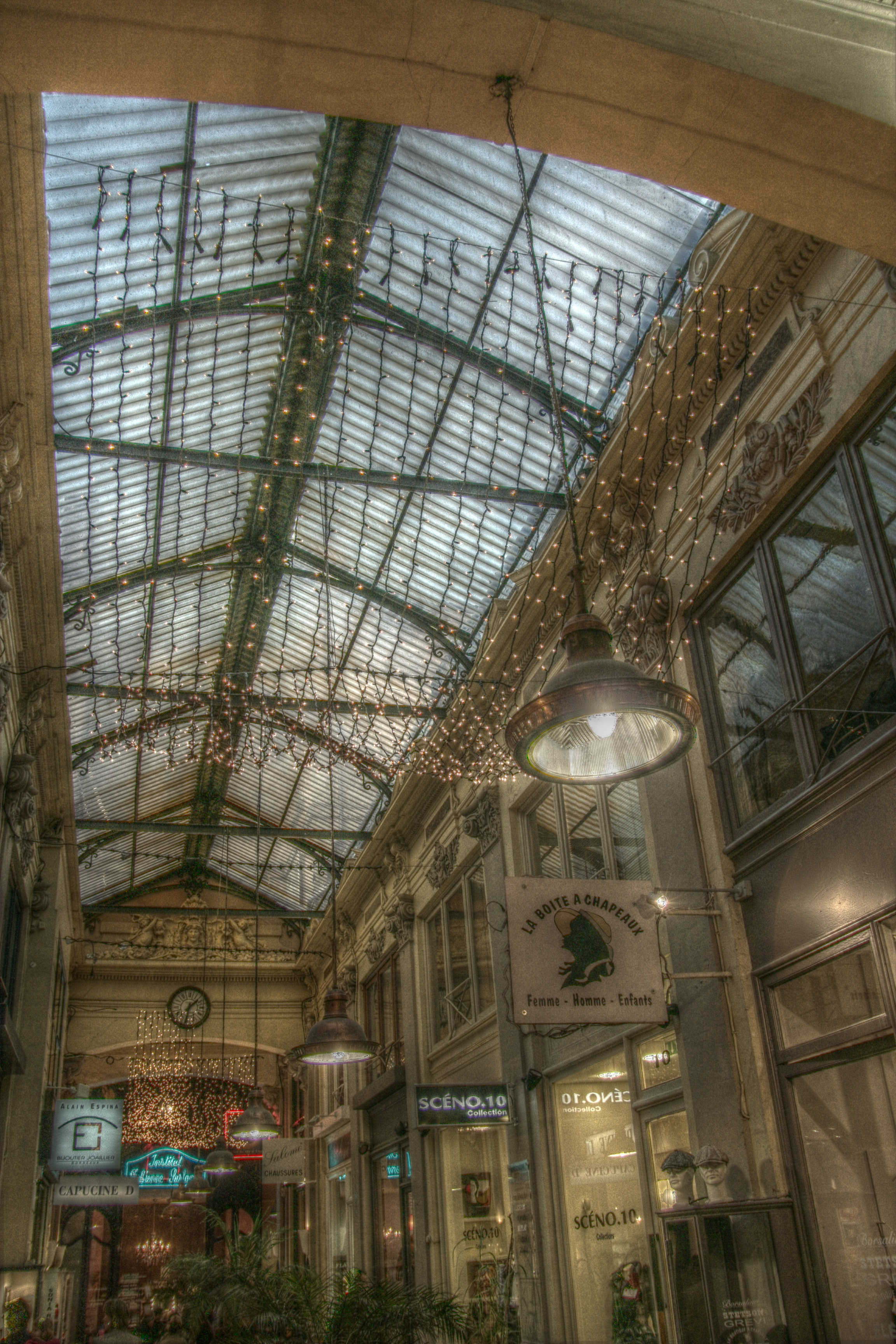
Passage Sarget, Burdeos
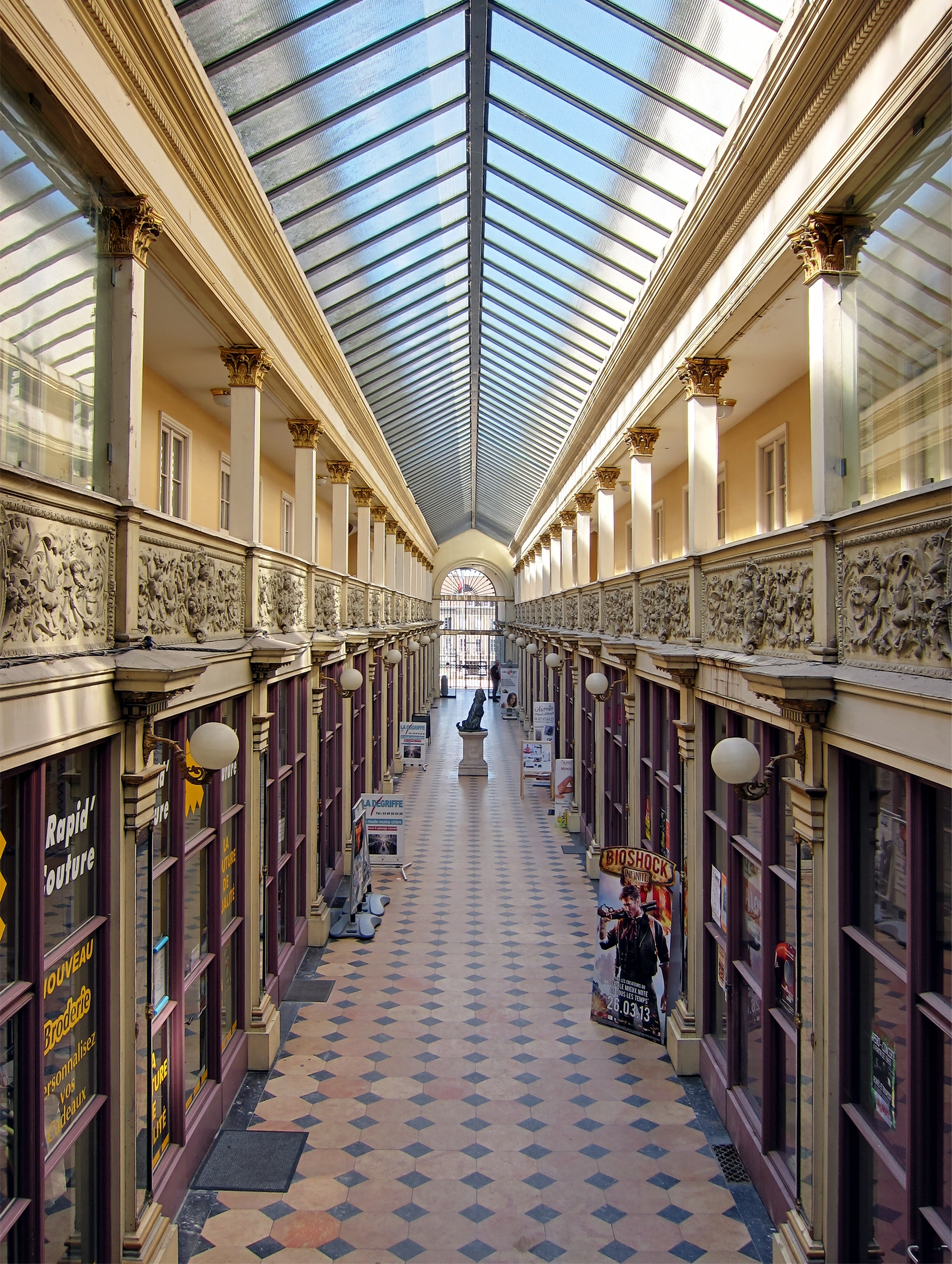
Passage Balthus, Autun

## Galerías comerciales en Italia
A continuación se cita un breve elenco de galerías comerciales clásicas (casi todas del periodo de la Belle Époque) en Italia:

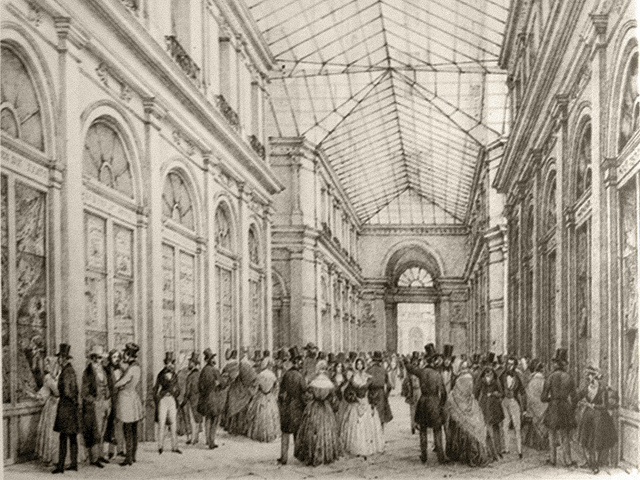
Galería de Cristoforis, Milán (demolida en 1935)
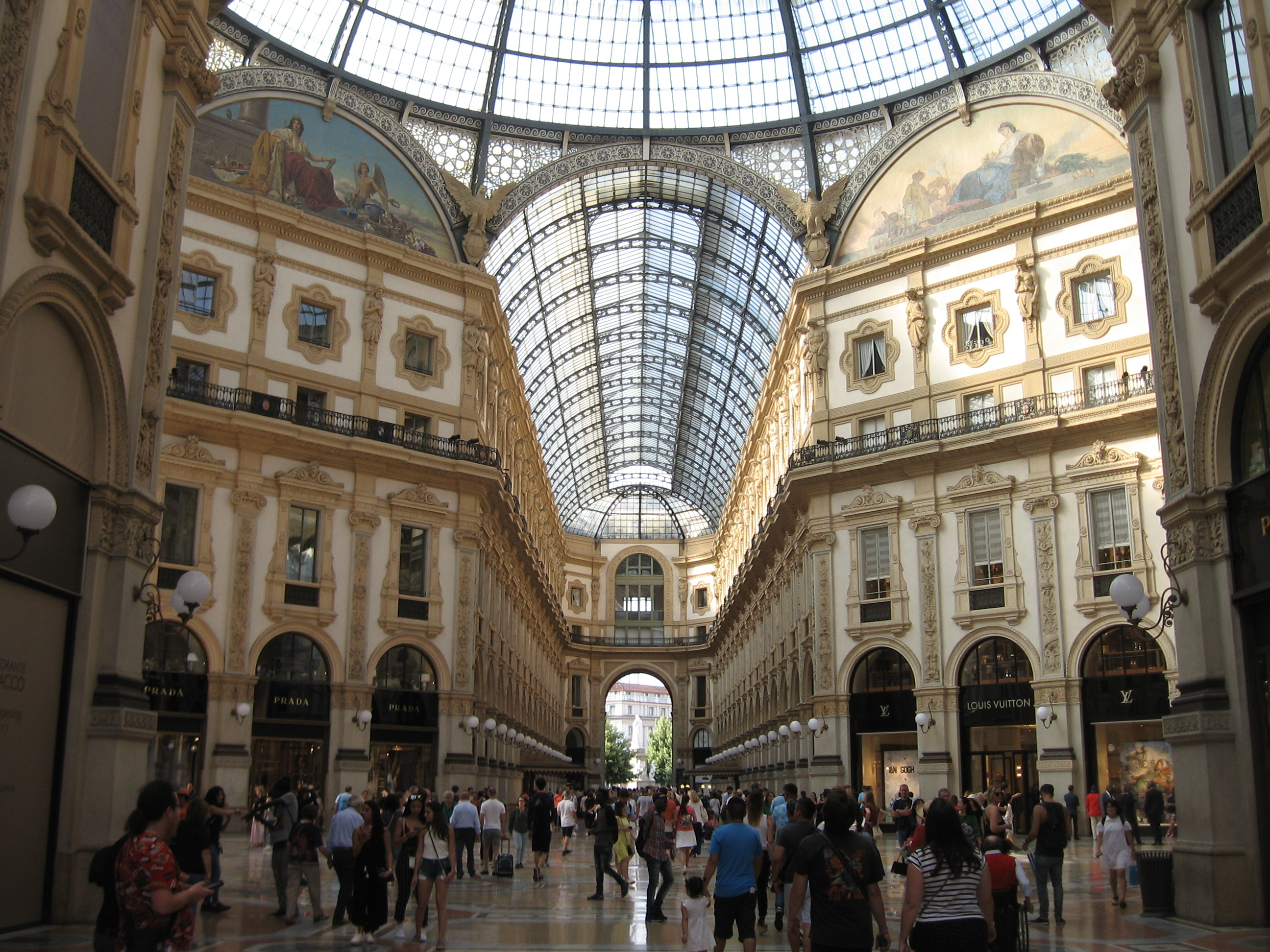
Galería Víctor Manuel II, Milán
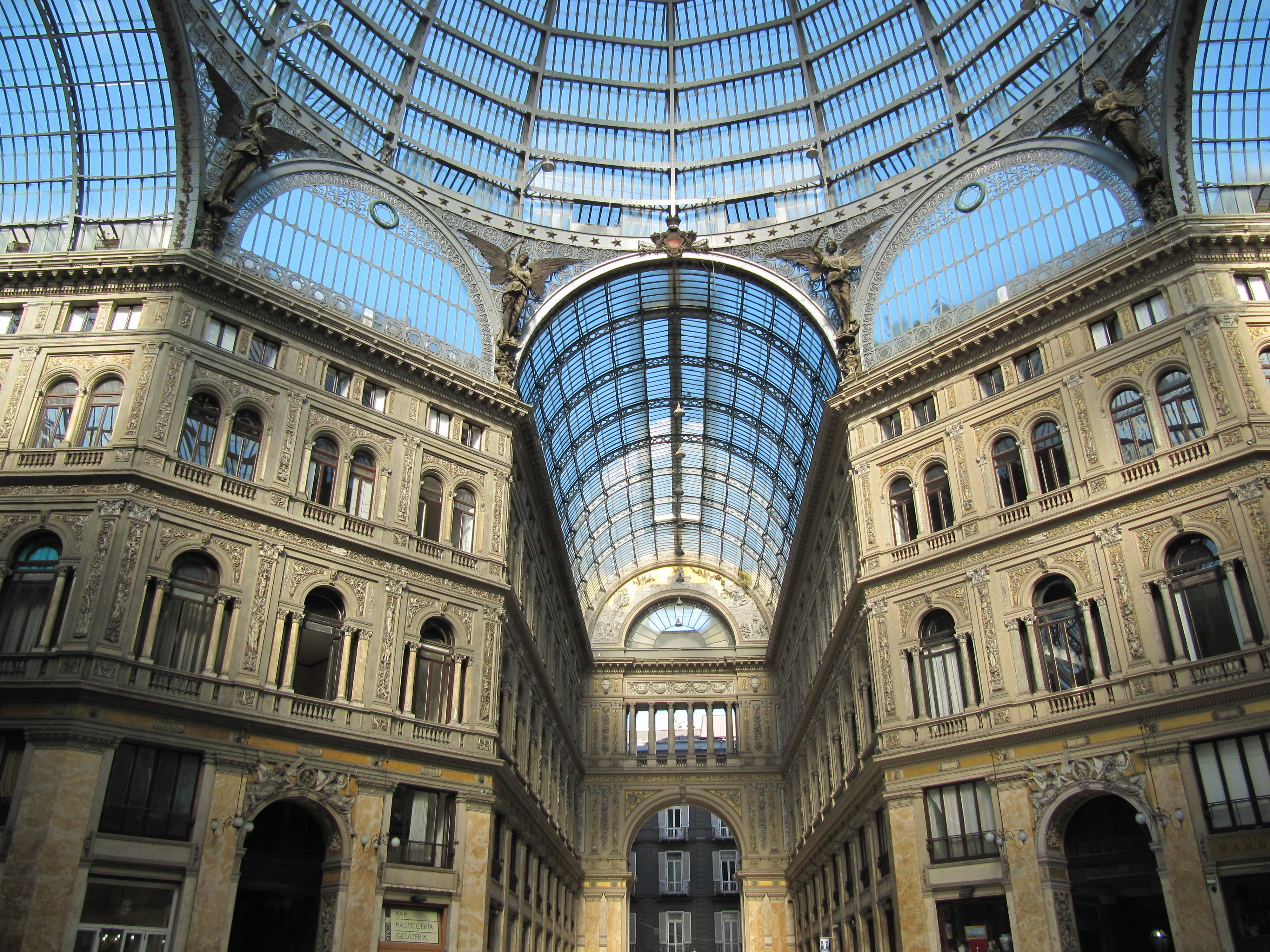
Galería Humberto I, Nápoles
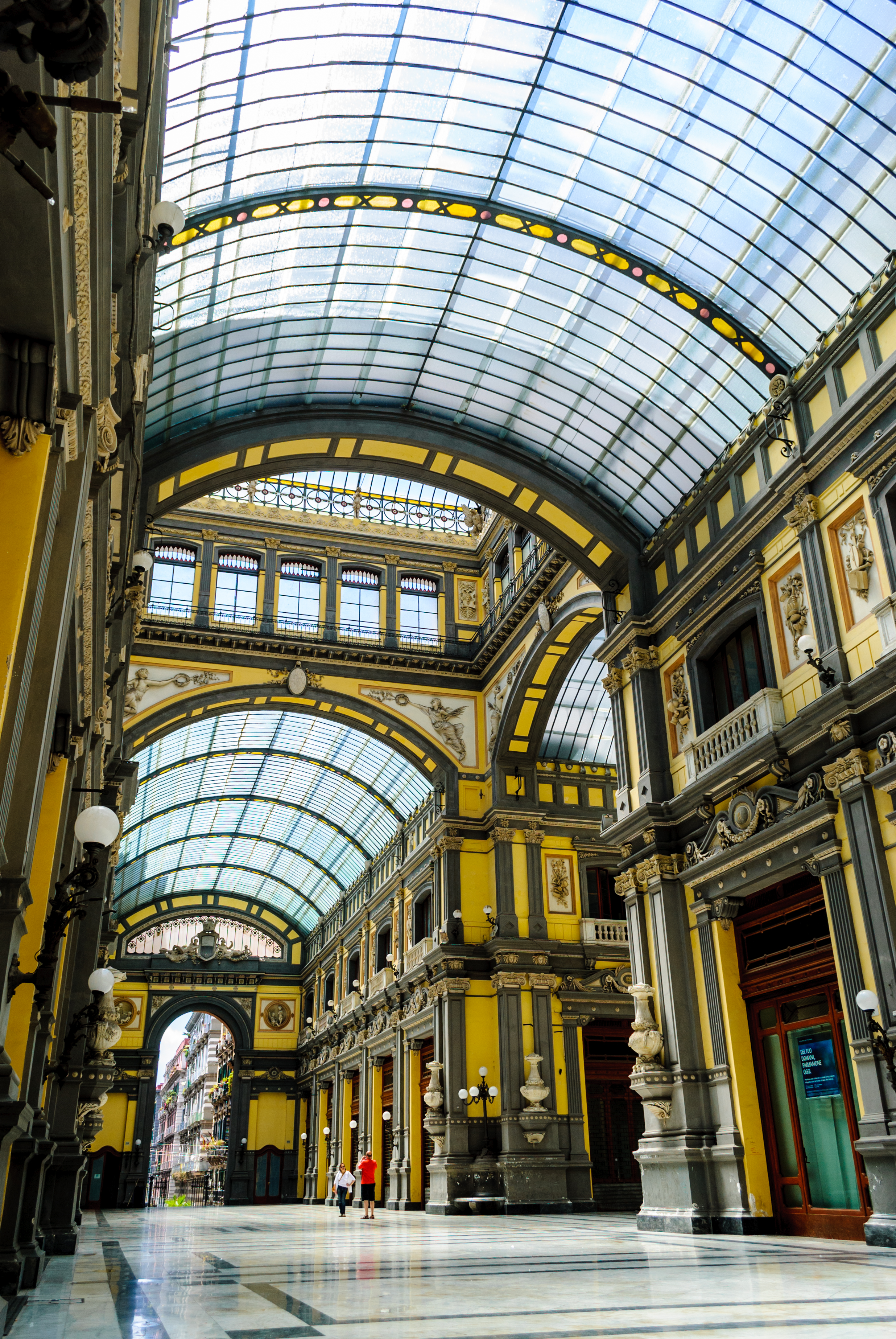
Galería Príncipe de Nápoles, Nápoles
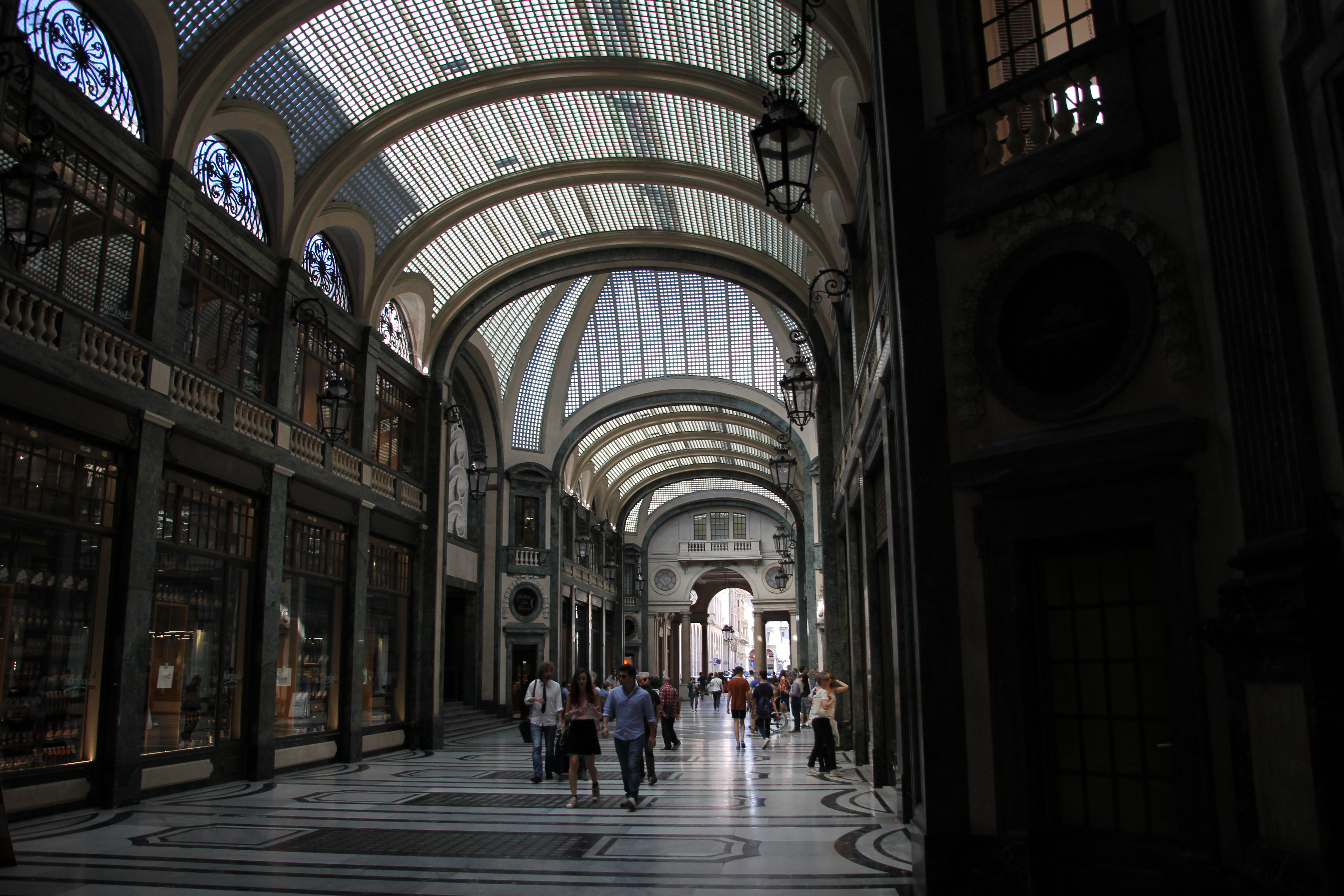
Galería San Federico, Turín
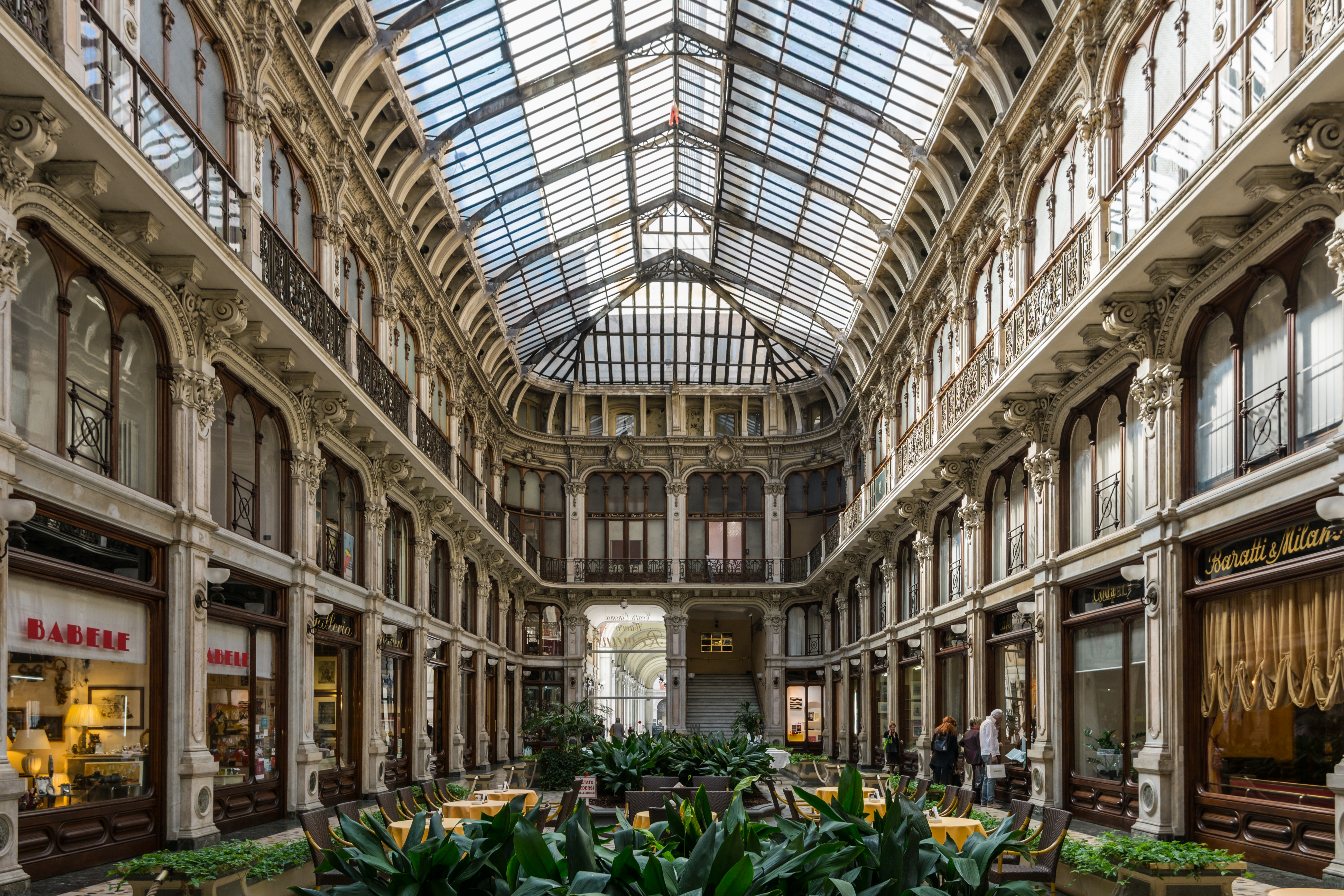
Galería Subalpina, Turín
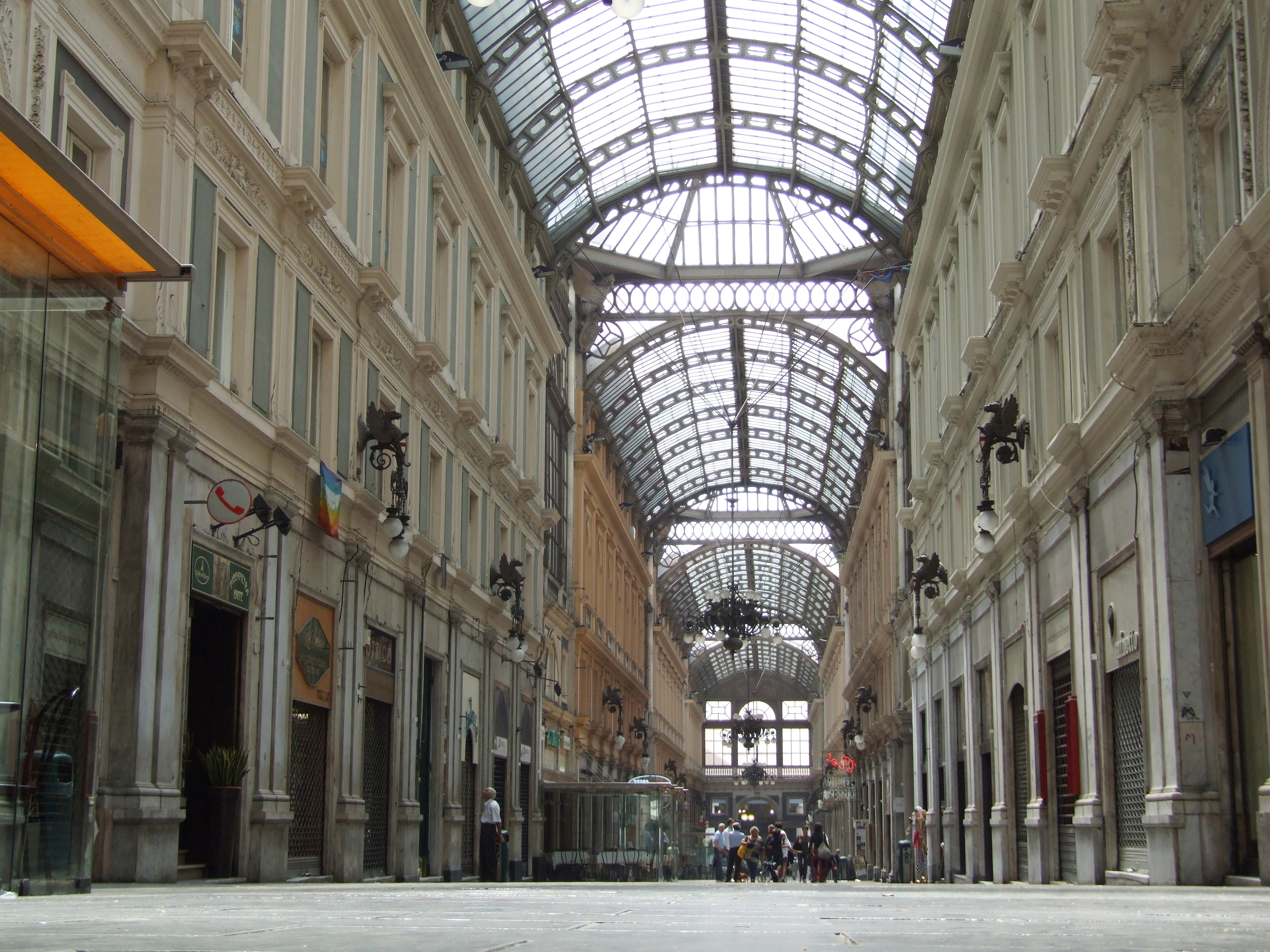
Galería Giuseppe Mazzini, Génova
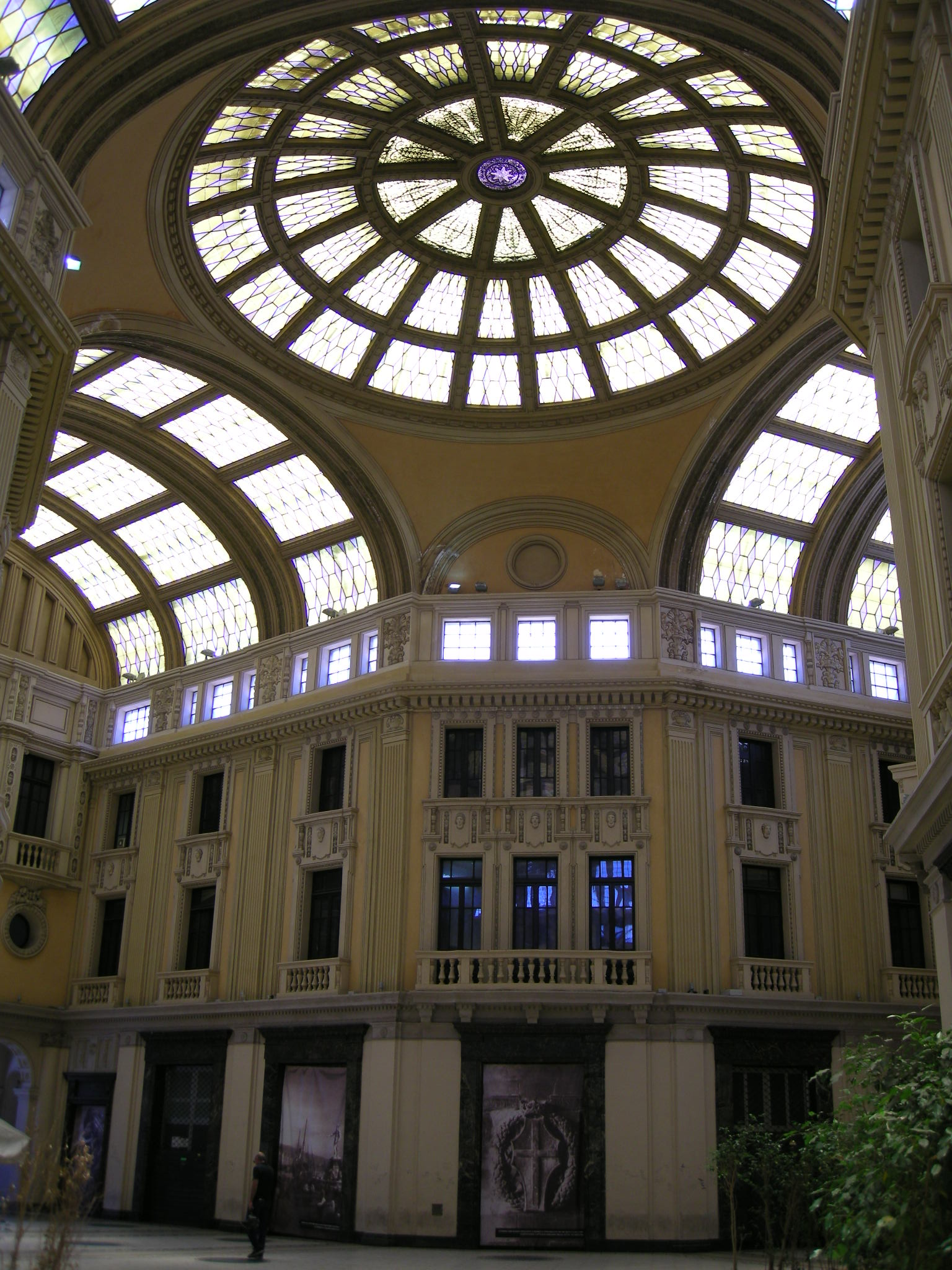
Galería Víctor Manuel III, Mesina
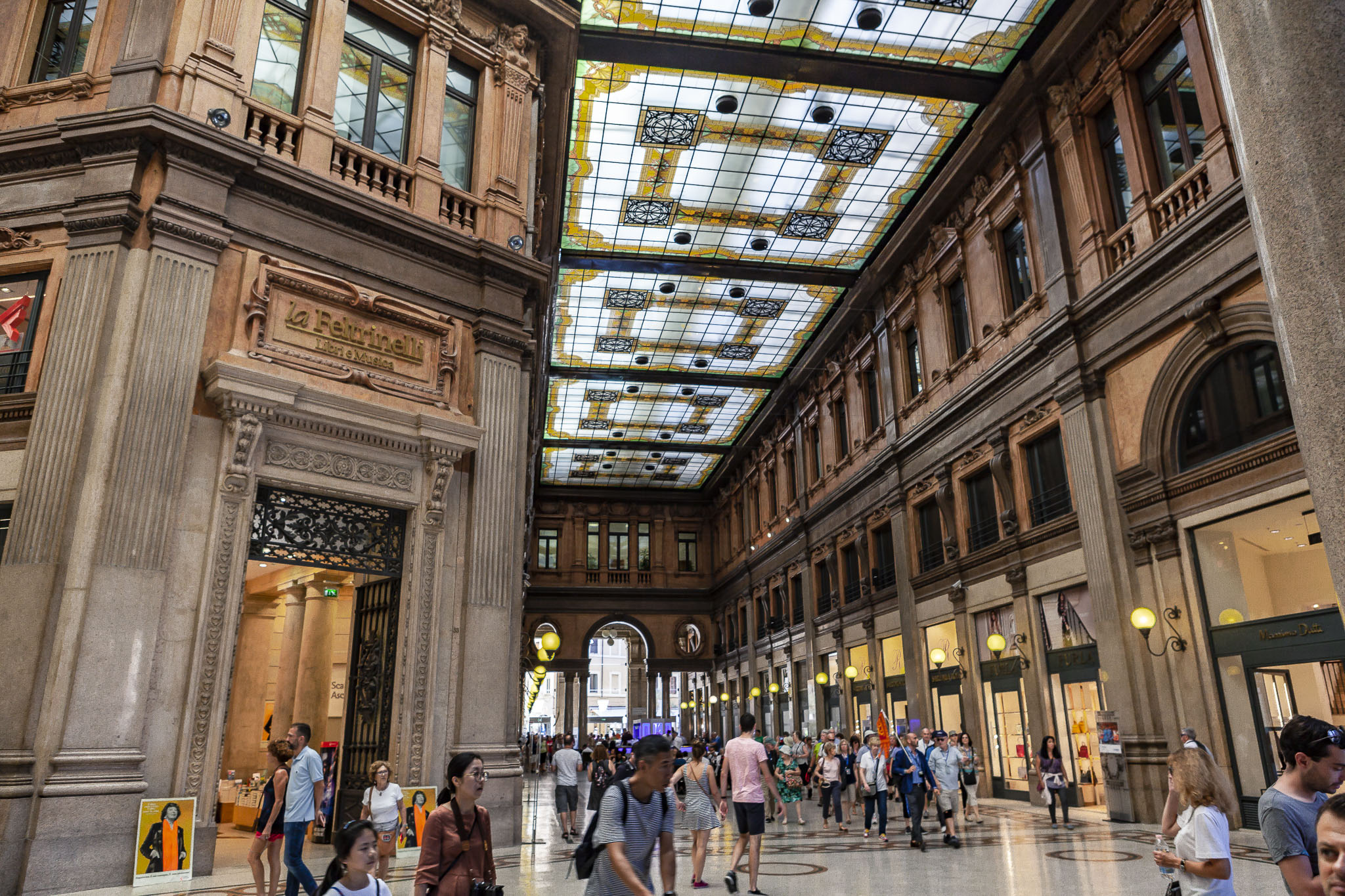
Galería Alberto Sordi (ex Galería Colonna), Roma